# Гомес де ла Серна, Рамон
Рамо́н Го́мес де ла Се́рна (исп. Ramón Gómez de la Serna; 3 июля 1888, Мадрид — 13 января 1963, Буэнос-Айрес) — испанский писатель, эссеист и драматург.

## Биография
Сын юриста, окончил юридический факультет Мадридского университета. Целиком отдался журналистике и литературе. Представитель богемы, стал завсегдатаем шумного мадридского литературно-художественного кафе «Помбо» (исп.). В «Помбо» среди прочих, с ним познакомился молодой Борхес, впрочем, тяготевший к кругу Кансиноса-Ассенса, конкурировавшему с кругом Гомеса де ла Серны. Активно печатался в прессе. В годы Республики принимал участие в деятельности Ассоциации интеллектуалов-антифашистов в защиту культуры. В августе 1936 года, похал на Международный конгресс ПЕН-клуба в Буэнос-Айрес, где и остался жить.

## Творчество
Оказался связующим звеном между поколением 98 года и поколением 27 года. Представитель авангарда, был близок к сюрреализму. Работал практически во всех жанрах, кроме стихотворных: Борхес считал, что дон Рамон всю жизнь пишет одну вещь — Книгу всего на свете и много чего ещё. Ему принадлежат литературные манифесты, романы, новеллы, драмы, биографии писателей и художников (Лопе де Вега, Кеведо, Рёскин, Эдгар По, Оскар Уайльд, Валье-Инклан, Асорин, Колетт, Кокто, Эль Греко, Веласкес, Гойя, Солана, Пикассо и др.), портреты современников, автобиографические книги, многообразная и разнородная эссеистика. Ввёл в литературу жанр так называемых грегерий (исп. greguería) — кратчайшего высказывания, соединяющего меткую метафору с неизменным юмором (во Франции эти его сочинения переводил и пропагандировал Валери Ларбо). Постоянным «героем» Гомеса де Серны был Мадрид — от его центра до окраин, от Прадо до уличных цирков и рынков. Также ему принадлежат эссе о Париже, Неаполе, Лиссабоне. В аргентинский период написал книги о Буэнос-Айресе и танго.

## Избранные произведения

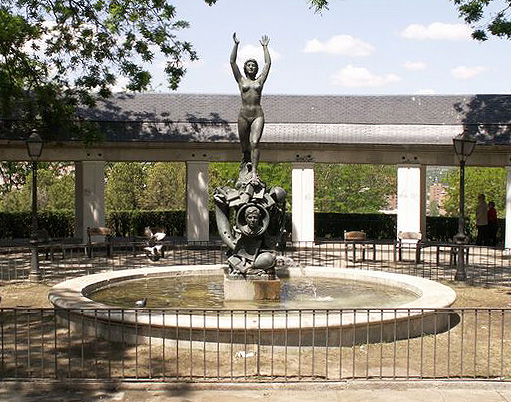
Памятник Рамону Гомесу де ла Серна в Мадриде, 1972

- El concepto de la nueva literatura (1909)
- Utopia (1909, драма)
- El drama del palacio deshabitado (1909, драма)
- El Doctor inverosimil (1914, роман) // Необыкновенный доктор
- El Rastro (1914)
- Greguerías (1917)
- El Circo (1917)
- Senos (1917)
- Muestrario (1918)
- Disparates (1921)
- La viuda blanca ya negra (1921, роман)
- La Sagrada cripta de Pombo (1924)
- Cinelandia (1925, роман) // Киноландия
- La mujer de ámbar (1927, роман)
- Seis falsas novelas (1927, шесть коротких романов)
- El hijo surrealista (1930, роман)
- Ismos (1931)
- Flor de greguerías (1933)
- Ensayo sobre lo cursi (1934)
- Los muertos, las muertas y otros fantasmagorias (1935)
- Retratos contemporaneos (1941, портреты современников)
- Nuevos retratos contemporaneos (1945)
- Automoribundia (исп., 1948, автобиография)
- Cartas a las golondrinas (1949)
- Total de greguerías (1955)
- Cartas a mi mismo (1956)

## Сводные издания
- Obras completas. Barcelona: Editorial AHR, 1956—1957

## Публикации на русском языке
- Необыкновенный доктор. Л.: Гиз, 1927
- Киноландия. Л.: Гиз, 1927
- Избранное. М.: Художественная литература, 1983
- Эль Греко. Таллин: Кунст, 1990
- Дали. М.: АСТ; Астрель, 2006
- Новая теория сновидений